# Zassō no Uta
Singles de Buono!
Our Songs
(2010) Natsu Dakara!
(2011)
Zassō no Uta (雑草のうた) est le 11e single du groupe de J-pop Buono!, sorti le 2 février 2011 au Japon ; c'est le premier disque du groupe à sortir sur le label zetima, les précédents étant sortis sur le label Pony Canyon.
Il atteint la 9e place du classement des ventes de l'Oricon. Sortent aussi une édition limitée du single avec un DVD bonus, et une version "Single V" (vidéo) trois semaines plus tard. C'est le premier single du groupe à ne plus être lié à la série anime Shugo Chara, et son premier single à sortir depuis la fin de sa diffusion un an plus tôt, après une année d'inactivité et un changement de label. C'est aussi son premier single à contenir une troisième chanson, en plus des versions instrumentales. Deux des chansons (Zassō no Uta et Juicy Heart) figureront sur l'album Partenza qui sortira en août suivant ; la chanson-titre figurera aussi sur la compilation de fin d'année du Hello! Project Petit Best 12.

## Titres
CD Single
1. Zassō no Uta (雑草のうた?)
2. Runaway Train (ラナウェイトレイン?)
3. Juicy Heart (JUICY HE@RT?)
4. Zassō no Uta (Instrumental) (雑草のうた...?)
5. Runaway Train (Instrumental) (ラナウェイトレイン...?)
6. Juicy Heart (Instrumental) (JUICY HE@RT...?)

DVD de l'édition limitée
1. Jacket Making of (ジャケット撮影メイキング?)

Single V
1. Zassō no Uta (雑草のうた?)
2. Zassō no Uta (Live at the Garage Ver.) (雑草のうた...?)
3. Making of (メイキング映像?)